# アイドル観察バラエティ fishbowlのデビューしちゃってもいいですか?
『アイドル観察バラエティ fishbowlのデビューしちゃってもいいですか?』（あいどるかんさつバラエティ フィッシュボウルのデビューしちゃってもいいですか）は、2021年1月16日（15日深夜）から3月27日（26日深夜）テレビ静岡で放送していたバラエティ番組。

同年4月17日（16日深夜）からは第2シーズンとして『アイドル観察バラエティ fishbowlの本当にデビューしちゃってもいいですか?』が6月26日（25日深夜）まで放送された。

2022年7月15日(14日深夜)からは第3シーズンとして『アイドル観察バラエティ fishbowlのでかけちゃってもいいですか?』が9月23日（22日深夜）まで放送された。

2024年1月19日（18日深夜）からは第4シーズンとして『アイドル観察バラエティ fishbowlのもういちどデビューしちゃってもいいですか？』が 3月29日（28日深夜）まで放送された。

## 概要
しずおかアイドルプロジェクトのオーディションから誕生したアイドルグループ・fishbowlがアイドルになるためにさまざまなことにチャレンジする。
プロデュースは静岡県出身のヤマモトショウ。
見届け人は、第1シーズン/第2シーズンはアルコ&ピース。

第3シーズンからは宮下兼史鷹がハイパーゼネラルエグゼクティブチーフマネージャーとして参加。

第4シーズンではリーダーの久松が進行。久松が休みに入ってからは新間や佐佐木が主に進行した。

## 出演者
- fishbowl
- ヤマモトショウ
- アルコ&ピース(第1シーズン、第2シーズン)
- 宮下兼史鷹(第3シーズン)